# David Somerset (11e duc de Beaufort)
David Robert Somerset, 11e duc de Beaufort (23 février 1928 - 16 août 2017), connu sous le nom de David Somerset jusqu'en 1984, est un pair anglais et un grand propriétaire foncier.
Figure importante dans le monde de la Chasse au renard, il est également président de Marlborough Fine Art et est bien connu pour ses fréquents conflits avec les saboteurs de chasse. Il est également gardien héréditaire du Château de Raglan et président de la British Horse Society.

## Jeunesse
David Somerset est le deuxième fils du capitaine Henry Robert Somers FitzRoy de Vere Somerset (1898-1965), de son mariage en 1922 avec Bettine Violet Malcolm, fille du major CE Malcolm. Il fait ses études au Collège d'Eton. Son père est le petit-fils de Lord Henry Somerset (1849-1932), deuxième fils d'Henry Somerset (8e duc de Beaufort) et de l'activiste pour la tempérance Lady Isabella Somers-Cocks.
Lui et sa famille descendent de la lignée masculine d'Édouard III d'Angleterre. Le premier Somerset est un fils légitimé de Henri Beaufort (2e duc de Somerset), dont le grand-père est un fils légitimé de Jean de Gand. Au moment où il devient duc, il est donc considéré comme le représentant principal de la Maison Plantagenêt, par une ligne légitimée. Le père de Somerset est l'héritier présomptif du duché de Beaufort et des grands domaines qui y sont attachés.
Au moment où il a environ douze ans, il devenait clair que le cousin de son père, Henry Somerset (10e duc de Beaufort), était peu susceptible d'avoir un fils, à moins que sa femme sans enfant Mary Somerset, duchesse de Beaufort, meure et qu'il se remarie. Le père et le frère aîné de Somerset sont presque les héritiers apparents. Les perspectives changent en avril 1945, lorsque son frère aîné John Alexander Somerset est tué au combat lors de l'invasion alliée de l'Allemagne. En conséquence, à l'âge de dix-sept ans, Somerset devient lui-même l'héritier probable.
David Somerset, tel qu'il est nommé alors, entre dans les Coldstream Guards le 6 septembre 1946 en tant que sous-lieutenant. Il est promu lieutenant le 1er janvier 1949.

## Carrière
Après ses années dans l'armée britannique, Somerset s'installe dans le Gloucestershire, chasse avec le Beaufort Hunt, et après la mort de son père en 1965, il est de plus en plus certain que lui ou l'un de ses fils serait le prochain duc de Beaufort. Il hérite des titres de famille et des domaines en 1984.
En tant que duc de Beaufort, il est un grand propriétaire foncier et une figure dans le monde de la Chasse au renard, et il devient connu pour une réputation raffinée et aussi pour de fréquents conflits avec les saboteurs de chasse. Il occupe le poste de gardien héréditaire du château de Raglan, est président de la British Horse Society entre 1988 et 1990 et président de Marlborough Fine Art. Il est classé 581e dans la Sunday Times Rich List de 2008, avec une richesse estimée à 135 millions de livres sterling en terres et 52 000 acres.
Il siège à la Chambre des lords, comme conservateur de 1984 à 1999. Il est l'un de ceux qui ont perdu leur siège à la suite de la Réforme de la Chambre des Lords du New Labour dans la House of Lords Act 1999.
Beaufort est décédé le 16 août 2017 à Badminton House, Gloucestershire, à l'âge de 89 ans.

## Famille
Il épouse Lady Caroline Jane Thynne (28 août 1928-22 avril 1995), fille d'Henry Thynne (6e marquis de Bath), le 5 juillet 1950. Le mariage a lieu à l'église Saint-Pierre, Eaton Square, en présence du roi et de la reine et de membres de la famille royale.
La duchesse de Beaufort préside à la restauration de Badminton House et de ses terrains. Elle reçoit un diplôme honorifique (LLD) de l'Université de Bristol pour son travail caritatif.
Ils ont quatre enfants :
- Henry Somerset (12e duc de Beaufort) (né le 22 mai 1952) ; épouse Tracy Louise Ward (une petite-fille de William Ward (3e comte de Dudley), ancienne actrice et militante écologiste) et a deux fils et une fille[1]. Ils divorcent en 2018[7].
  - Robert Somerset, marquis de Worcester (né en 1989),
  - Lady Isabella Elsa Somerset (née en 1991),
  - Lord Alexander Somerset (né en 1995) ;
- Lady Anne Mary Somerset (née le 21 janvier 1955) ; historienne, épouse Matthew Carr (1953-2011) en 1988 et a une fille : 
  - Eleanor Carr (née en 1992)[8] ;
- Lord Edward Alexander Somerset (né le 1er mai 1958 et mort le 4 décembre 2024) ; il épouse en 1982 l'hon. (Georgiana) Caroline Davidson (fille d'Andrew Davidson (2e vicomte Davidson)) et ont :
  - Francesca Somerset (née en 1984),
  - Rose Victoria Somerset (née en 1992)[9] ;
- Lord John Robert Somerset (né le 5 novembre 1964) également connu sous le nom de Lord Johnson Somerset, marié (maintenant divorcé) à Lady Cosima Vane-Tempest-Stewart (fille d'Alistair Vane-Tempest-Stewart (9e marquis de Londonderry)), et a un fils et une fille : 
  - Lyle David Somerset (né en 1991),
  - Romy Caroline Somerset (née en 1993)[10].

Le duc se remarie à Miranda Elisabeth Morley (née en 1947), le 2 juin 2000. Elle est une fille du brigadier-général Michael Frederick Morley.